# Зоотрополис 2
„Зоотрополис 2“ (на английски: Zootopia 2) е предстоящ американски анимационен филм от 2025 г., продуциран от „Уолт Дисни Анимейшън Студиос“, продължение е на „Зоотрополис“ (2016), режисьори са Джаред Буш и Байрън Хауърд по сценарий на Буш, а продуцент е Ивет Мерино. Озвучаващия състав се състои от Джинифър Гудуин, Джейсън Бейтман и Шакира, които повтарят ролите си от първия филм, а Джонатан Ке Кван, Форчън Файмстър и Куинта Брансън се присъединяват в състава.
Филмът ще излезе по кината в Съединените щати на 26 ноември 2025 г. в разпространение от „Уолт Дисни Студиос Моушън Пикчърс“ и в България на 28 ноември 2025 г. в разпространение от „Форум Филм България“.